# Охотин, Лев Павлович
Лев Па́влович Охоти́н (9 января 1911, Чита — 1948, Хабаровский край) — один из руководителей Всероссийской фашистской партии (ВФП), созданной эмигрантами в Маньчжурии; член Верховного совета ВФП (1937—1943); секретарь главы ВФП Константина Родзаевского (1937—1938).
ВФП — крупнейшая организация в среде русской эмиграции, образованная на Дальнем Востоке, где проживала большая русская община; организация возникла в 1920-х годах и официально оформилась как партия в мае 1931 года.
В начале сентября 1945 года Охотин был арестован сотрудниками советской военной контрразведки, а через год осуждён на одном процессе с атаманом Григорием Семёновым, Родзаевским и другими. Был приговорён к 15 годам каторжных работ.

## Биография
Родился в Чите в семье военного. В 1916 или 1917 году отец Льва — поручик Павел Охотин, погиб. Его мать — Надежда Михайловна (1887 — ?), в 1919 году повторно вышла замуж (за начальника участка читинской полиции Александра Мельникова (1883 — ?)). Во втором браке у матери, помимо родной сестры Льва Аллы (1915 — ?), родились сводные братья и сестра: Алексей (1920 — ?), Георгий (1922 — ?), Сергей (1928 — ?) и Тамара (1932 — ?).
В августе 1920 года семья эмигрировала из России в Маньчжурию, однако в 1921 году вернулась и стала проживать во Никольск-Уссурийске. В октябре 1922 года семья вторично эмигрировала из России в Маньчжурию. В 1930 году окончил реальное училище в Харбине. В 1930—1935 годах учился в Харбинском педагогическом институте, который не закончил, не сдав выпускной экзамен. В 1930—1935 годах работал также печатником, а затем заведующим типографией мужского монастыря.
В Харбине в 1932 году Охотин впервые увидел Константина Родзаевского во время доклада в Русском клубе. В конце 1933 года, будучи студентом Харбинского пединститута, вступил в Русскую фашистскую партию (ВФП) (оставался её членом до 1943 года). В 1934 году состоялось личное знакомство Охотина с Родзаевским.
С 1935 года был делопроизводителем, а затем начальником канцелярии ВФП (1935—1937) и издателем газеты «Наш путь» (1938—1940). В конце 1936 года назначен начальником организационного отдела ВФП. В 1937—1938 годах был также секретарём главы ВФП Родзаевского. Жена Охотина — Евлалия Григорьевна, возглавляла Российское женское фашистское движение в 1936—1943 годах.
Охотин с 1937 по 1943 год входил в состав Верховного совета ВФП.
8 августа 1945 СССР во исполнение решений Ялтинской конференции объявил Японии войну и атаковал созданное японцами в 1932 году Маньчжоу-Го. После этого на территорию Маньчжурии были введены советские войска и Охотин был арестован в Харбине сотрудниками Смерша 7 сентября 1945 года.

### Суд
Почти год Смерш и МГБ вели следствие. Дело Охотина объединили в общее с делами таких белоэмигрантов, как Григорий Семёнов, Константин Родзаевский, генерал Лев Власьевский, генерал Алексей Бакшеев, Иван Михайлов, князь Николай Ухтомский и Борис Шепунов. Начавшийся 26 августа 1946 года суд был широко освещён в советской прессе. Открыл его председатель Военной коллегии Верховного суда СССР Василий Ульрих. Родзаевского защищал адвокат Н. П. Белов. Подсудимым (за исключением Ухтомского и Михайлова, которым обвинения по 3-му и 4-му пунктам не предъявлялись) были предъявлены обвинения по шести статьям Уголовного кодекса РСФСР: 58-4, 58-6 ч. 1, 58-8, 58-9, 58-10 ч. 2 и 58-11.
Охотину вменялась в вину активная антисоветская деятельность после бегства из СССР, в частности, участие в фашистской организации и членство в Верховном совете РФС. Кроме этого, согласно приговору, он был агентом японской разведки, являясь с 1940 года до дня ареста сотрудником Японской военной миссии, готовил шпионов, диверсантов и перебрасывал их в СССР для подрывной работы.
Все подсудимые признали свою вину. 30 августа 1946 года в 5 часов Ульрих начал и в 5 часов 30 минут закончил зачитывать приговор. Согласно приговору, Охотин Л. П. был признан виновным, и ему, а также князю Ухтомскому, «учитывая их сравнительно меньшую роль в антисоветской деятельности», было назначено наказание в виде 15 и 20 лет каторжных работ соответственно.
Лев Охотин умер на лесоповале в Хабаровском крае в 1948 году, отбыв там в заключении два года из пятнадцати.

### Пересмотр дела
26 марта 1998 года Военная коллегия Верховного суда Российской Федерации пересмотрела уголовное дело в отношении всех подсудимых (за исключением Семёнова), в том числе Охотина. По статье 58-10 ч. 2 (антисоветская агитация и пропаганда) Уголовного кодекса РСФСР дело в отношении всех подсудимых было прекращено за отсутствием состава преступления, в остальной части приговор оставлен в силе, а подсудимые признаны не подлежащими реабилитации.

## Семья
Жена — Евлалия Григорьевна Охотина, урождённая Силинская (4.12.1912, Чита — декабрь 1981, Джамбул) — родилась в семье священника. В 1922 году вместе с семьёй эмигрировала из России в Маньчжурию. В 1934 году вышла замуж за Льва Охотина. Возглавляла Российское женское фашистское движение в 1936—1943 годах. В 1943—1945 годах была домохозяйкой. Осенью 1945 года арестована в Харбине и осуждена к лишению свободы. После освобождения из мест заключения в 1956 году вышла замуж за бывшего члена ВФП Мигунова. Скончалась в декабре 1981 года в городе Джамбуле.

## Охотин в искусстве
Охотин является одним из героев романа советского писателя Тимофея Чернова «В те дни на Востоке». Он представлен в произведении антисоветчиком и преданным соратником японцев.